# Psammorygma aculeatum
Psammorygma aculeatum är en spindelart som först beskrevs av Karsch 1878.  Psammorygma aculeatum ingår i släktet Psammorygma och familjen Zodariidae. Inga underarter finns listade i Catalogue of Life.